# Fortune (musikgrupp)
Fortune var en svensk hårdrocksgrupp. 

## Medlemmar
Ordinarie medlemmar
- Benny Söderberg – sång, keyboard, harpa
- Janne Lund – basgitarr, akustisk gitarr, keyboard
- Thomas "Hauk" Haukilahti – trummor
- Henrik Bergqvist – gitarr
- Emil Fredholm – gitarr, mandolin
- Sebastian Sippola – trummor

Bidragande musiker
- Göran Edman – körsång
- Bruce Gowdy – keyboard

## Diskografi
Studioalbum
- 1992 – Making Gold
- 1993 – Fortune (demo)
- 1994 – Calling Spirits
- 1995 – Lord of Flies

EP
- 1992 – Life Goes On

Singlar
- 1992 – "Life Goes On" / "Eyes of Ice"